# Deense parlementsverkiezingen 1984
Op 10 januari 1984 werden parlementsverkiezingen gehouden in Denemarken. Hoewel de sociaaldemocraten de grootste partij bleven in het Folketing met 59 van de 179 zetels, behaalde de Conservatieve Volkspartij haar beste resultaat ooit, met 16 zetels. Ook de coalitiepartners Venstre en de Kristendemokraterne kregen meer invloed in het parlement. De Centrumdemocraten verloren dan weer 7 van de 15 zetels. De coalitie won drie extra zetels en Poul Schlüter bleef dus aan de macht als premier. De opkomst was 88,4% in Denemarken, 61,0% in de Faeröer en 63,9% in Groenland.

## Resultaten
| Denemarken                                        | Denemarken | Denemarken | Denemarken | Denemarken |
| Partij                                            | Stemmen    | %          | Zetels     | +/–        |
| ------------------------------------------------- | ---------- | ---------- | ---------- | ---------- |
| Socialdemokraterne                                | 1.062.561  | 31,6       | 56         | –3         |
| Conservatieve Volkspartij                         | 788.224    | 23,4       | 42         | +16        |
| Venstre                                           | 405.737    | 12,1       | 22         | +2         |
| Socialistische Volkspartij                        | 387.122    | 11,5       | 21         | 0          |
| Radikale Venstre                                  | 184.642    | 5,5        | 10         | +1         |
| Centrum Democraten                                | 154.553    | 4,6        | 8          | –7         |
| Fremskridtspartiet                                | 120.641    | 3,6        | 6          | –10        |
| Kristendemokraterne                               | 91.623     | 2,7        | 5          | +1         |
| Venstresocialisterne                              | 89.356     | 2,7        | 5          | 0          |
| Rechtvaardigheidspartij                           | 50.381     | 1,5        | 0          | 0          |
| Communistische Partij                             | 23.085     | 0,7        | 0          | 0          |
| Socialistische Arbeiderspartij                    | 2,151      | 0.1        | 0          | 0          |
| Danmarks Kommunistiske Parti/Marxister-Leninister | 978        | 0,0        | 0          | Nieuw      |
| Onafhankelijken                                   | 956        | 0,0        | 0          | 0          |
| Ongeldige/Blanco stemmen                          | 24.723     | –          | –          | –          |
| Totaal                                            | 3.386.733  | 100        | 175        | 0          |
| Faeröer                                           |            |            |            |            |
| Eenheidspartij                                    | 4.744      | 25,9       | 1          | 0          |
| Volkspartij                                       | 4.605      | 25,1       | 1          | +1         |
| Gelijkheidspartij                                 | 4.317      | 23,5       | 0          | –1         |
| Republikeinse Partij                              | 3.646      | 19,9       | 0          | 0          |
| Nýtt Sjálvstýri                                   | 1.033      | 5,6        | 0          | 0          |
| Ongeldige/Blanco stemmen                          | 73         | –          | –          | –          |
| Totaal                                            | 18.418     | 100        | 2          | 0          |
| Groenland                                         |            |            |            |            |
| Atassut                                           | 9.308      | 43,5       | 1          | 0          |
| Siumut                                            | 9.148      | 42,6       | 1          | 0          |
| Inuit Ataqatigiit                                 | 2.972      | 13,9       | 0          | Nieuw      |
| Ongeldige/Blanco stemmen                          | 633        | –          | –          | –          |
| Totaal                                            | 22.028     | 100        | 2          | 0          |

| Stemming                   | Stemming                   | Stemming | Stemming | Stemming |
| -------------------------- | -------------------------- | -------- | -------- | -------- |
|                            |                            |          |          |          |
| Socialdemokraterne         | Socialdemokraterne         |          | 31,60%   | 31,60%   |
| Conservatieve Volkspartij  | Conservatieve Volkspartij  |          | 23,45%   | 23,45%   |
| Venstre                    | Venstre                    |          | 12,07%   | 12,07%   |
| Socialistische Volkspartij | Socialistische Volkspartij |          | 11,51%   | 11,51%   |
| Radikale Venstre           | Radikale Venstre           |          | 5,49%    | 5,49%    |
| Centrum Democraten         | Centrum Democraten         |          | 4,60%    | 4,60%    |
| Fremskridtspartiet         | Fremskridtspartiet         |          | 3,59%    | 3,59%    |
| Kristendemokraterne        | Kristendemokraterne        |          | 2,73%    | 2,73%    |
| Venstresocialisterne       | Venstresocialisterne       |          | 2,66%    | 2,66%    |
| Rechtvaardigheidspartij    | Rechtvaardigheidspartij    |          | 1,50%    | 1,50%    |
| Communistische Partij      | Communistische Partij      |          | 0,69%    | 0,69%    |
| Anderen                    | Anderen                    |          | 0,12%    | 0,12%    |